# Sächsisches Landvolk
Das Sächsische Landvolk (SLV) war eine in der Weimarer Republik von 1928 bis 1932 im Freistaat Sachsen existierende landwirtschaftliche Interessenpartei mit einer konservativen politischen Ausrichtung. Es war personell eng mit dem Sächsischen Landbund verzahnt. Zeitweise arbeitete das SLV eng mit der Christlichen-Nationalen Bauern und Landvolkpartei (CNBL) bzw. der Deutschnationalen Volkspartei (DNVP) zusammen.

## Geschichte
Das Sächsische Landvolk entstand vor dem Hintergrund der Agrarkrise gegen Ende der Weimarer Republik und als Folge einer zunehmenden Unzufriedenheit mit der Agrarpolitik der DNVP auf Reichsebene, mit der die Landesorganisationen des Reichslandbundes (darunter auch der Sächsische Landbund) bis dahin politisch und personell eng verbunden waren. So waren drei der fünf Abgeordneten des SLV in der 4. Wahlperiode (1929/30) zuvor Mitglieder der DNVP-Fraktion. Nach einer entsprechenden Aufforderung der Vertreterversammlung des Sächsischen Landbundes schlossen sich vier der fünf Landtagsabgeordneten des SLV der 5. Wahlperiode (1930–33) am 3. Februar 1932 der DNVP-Fraktion an.
Ebenso von Phasen der Kooperation und der Abgrenzung geprägt war das Verhältnis zur 1928 entstandenen Christlich-Nationalen Bauern- und Landvolkpartei, die in Sachsen vor allem im Reichstagswahlkreis Chemnitz-Zwickau ihren Schwerpunkt hatte. Bei der Reichstagswahl grenzte sich das SLV von der CNBL ab und stellte eine eigene Liste auf. Im Jahr 1930 war das SLV dann Teil des Reichswahlvorschlags der CNBL. Zwei Jahre später erfolgte dann wieder eine Abgrenzung von dieser Partei, nachdem sich der Sächsische Landbund ebenso wie der Reichslandbund der „nationalen Opposition“ (Harzburger Front) angeschlossen hatte und eine eigene Bauernpartei nicht mehr für sinnvoll hielt. In der Folgezeit setzte sich die NSDAP zunehmend im Landbund und auch bei den Wahlen in den ländlichen Gebieten durch.

## Wahlen

### Reichstag
Das SLV trat erstmals bei der Reichstagswahl 1928 an und erhielt 4,67 Prozent, was zwei Sitzen entsprach, die von den bisherigen DNVP-Abgeordneten Alwin Domsch und Albrecht Philipp eingenommen wurden, die sich im Reichstag der Fraktion der DNVP anschlossen.
Bei der Reichstagswahl 1930 erreichte das SLV als Kreiswahlvorschlag der CNBL in den Wahlkreisen Dresden-Bautzen und Leipzig sowie als Teil der Reichswahlvorschlagsliste 4,02 Prozent. Domsch zog erneut in den Reichstag ein, Philipp wurde durch Karl Heinrich Sieber ersetzt.

### Landtag
Bei der Landtagswahl 1929 erhielt das SLV 5,20 Prozent, was fünf Sitzen entsprach. Damit konnte das SLV im Sächsischen Landtag eine eigene Fraktion bilden. Erster Vorsitzender wurde der Landbund-Vorsitzende Max Schreiber, der jedoch schon bald durch seinen bisherigen Stellvertreter Richard Schladebach ersetzt wurde, der dieses Amt dann bis zur Selbstauflösung der Fraktion ausübte.
Bei der Landtagswahl 1930 4,61 Prozent, was wieder fünf Sitzen entsprach. Am 30. September 1930 erklärte der Abgeordnete Kurt Fritzsche seinen Austritt aus der DNVP-Fraktion und schloss sich als Hospitant der Fraktion des SLV an.
Am 3. Februar 1932 löste sich die Landtagsfraktion des SLV auf, vier Abgeordnete schlossen sich der DNVP-Fraktion an.